# Jānis Urbanovičs
Jānis Urbanovičs (ur. 23 marca 1959 w Rzeżycy) – łotewski polityk, poseł na Sejm, przewodniczący Partii Zgody Narodowej (2005–2010) oraz Socjaldemokratycznej Partii „Zgoda” (2010–2013, 2019–2023 i od 2024).

## Życiorys
W młodości kształcił się w szkole średniej w Rzeżycy. W 1982 ukończył studia w Łotewskiej Akademii Rolniczej ze specjalnością inżyniera hydrotechnika. Początkowo pracował w branży budowlanej. W latach 1984–1991 pełnił funkcję pierwszego sekretarza komitetu centralnego Komsomołu Łotewskiej SRR.
W wyborach w 1993 kandydował do Sejmu V kadencji z listy „Zgoda dla Łotwy – Odrodzenie gospodarki narodowej” związanej z byłym ministrem spraw zagranicznych Jānisem Jurkānsem. Mandat objął w trakcie kadencji, dołączając do frakcji Partii Zgody Narodowej. W 1995 ponownie wybrany w skład Sejmu z poparciem tego samego ugrupowania. Reelekcję uzyskiwał w latach 1998 (z ramienia TSP), 2002 (z rekomendacji PCTVL), 2006, 2010 i 2011 (jako przedstawiciel Centrum Zgody) oraz 2014 i 2018 (z listy Socjaldemokratycznej Partii „Zgoda”).
Od 2006 był powoływany na przewodniczącego klubu poselskiego swojego ugrupowania. Był kandydatem na urząd premiera w wyborach parlamentarnych 2010 z ramienia Centrum Zgody. Od 2005 pełnił funkcję przewodniczącego Partii Zgody Narodowej, a w 2010 stanął na czele nowo powstałej Socjaldemokratycznej Partii „Zgoda”. Kierował tym ugrupowaniem do 2013, gdy zastąpił go Nils Ušakovs. Objął wówczas stanowisko wiceprzewodniczącego ugrupowania. W 2019 powrócił do pełnienia funkcji przewodniczącego partii. W 2022 jego ugrupowanie znalazło się poza parlamentem, Jānis Urbanovičs kierował nim do stycznia 2023. Jesienią 2024 powrócił na stanowisko przewodniczącego.
Został również prezesem fundacji „Draudzība un sadarbība” oraz założycielem organizacji „Baltijas forums”. Deklaruje znajomość języka łatgalskiego.